# 13045 Vermandere
A 13045 Vermandere (ideiglenes jelöléssel 1990 QP8) a Naprendszer kisbolygóövében található aszteroida. Eric Walter Elst fedezte fel 1990. augusztus 16-án.